# ルキウス・フルウィウス・コルウス
ルキウス・フルウィウス・コルウス（Lucius Fulvius Curius）は紀元前4世紀の共和政ローマの政治家・軍人。紀元前322年の執政官（コンスル）を務めた。

## 経歴
紀元前322年に、クィントゥス・ファビウス・マクシムス・ルリアヌスと共に執政官に就任。フルウィウス氏族はプレブス（平民）の氏族であり、この氏族から執政官が出たのはルキウス・フルウィウスが初めてであった。
キケロによると、フルウィウス氏族はラティウムのトゥスクルムの出身であったが、ルキウス・フルウィウスが執政官となった年に、トゥスクルムはローマに反乱した。ルキウス・フルウィウスはこの戦いに勝利したが、即ち故郷に勝利したことになる。また、別の記録では、ルキウス・フルウィウスとクィントゥス・ファビウスは共にサムニウムに勝利し、凱旋式を実施している。しかしながら、ティトゥス・リウィウスは、この勝利は独裁官（ディクタトル）アウルス・コルネリウス・コッスス・アルウィナによるものであるとしている。
紀元前313年、ルキウス・フルウィウスは独裁官ルキウス・アエミリウス・マメルキヌス・プリウェルナスのマギステル・エクィトゥム（副官）に指名された。ローマ軍はサティキュラ（en）を包囲、救援にかけつけたサムニウム軍を撃退した。

## 参考資料
1. ↑  大プリニウス『博物誌』、7.44.
2. ↑  ティトゥス・リウィウス『ローマ建国史』、8.40
3. ↑  凱旋式のファスティ
4. ↑  ティトゥス・リウィウス『ローマ建国史』、8.38
5. ↑  ティトゥス・リウィウス『ローマ建国史』、9.21